# Kostolné
Kostolné (ungarisch Nagyegyházas – bis 1902 Kosztolna) ist eine Gemeinde im Westen der Slowakei.

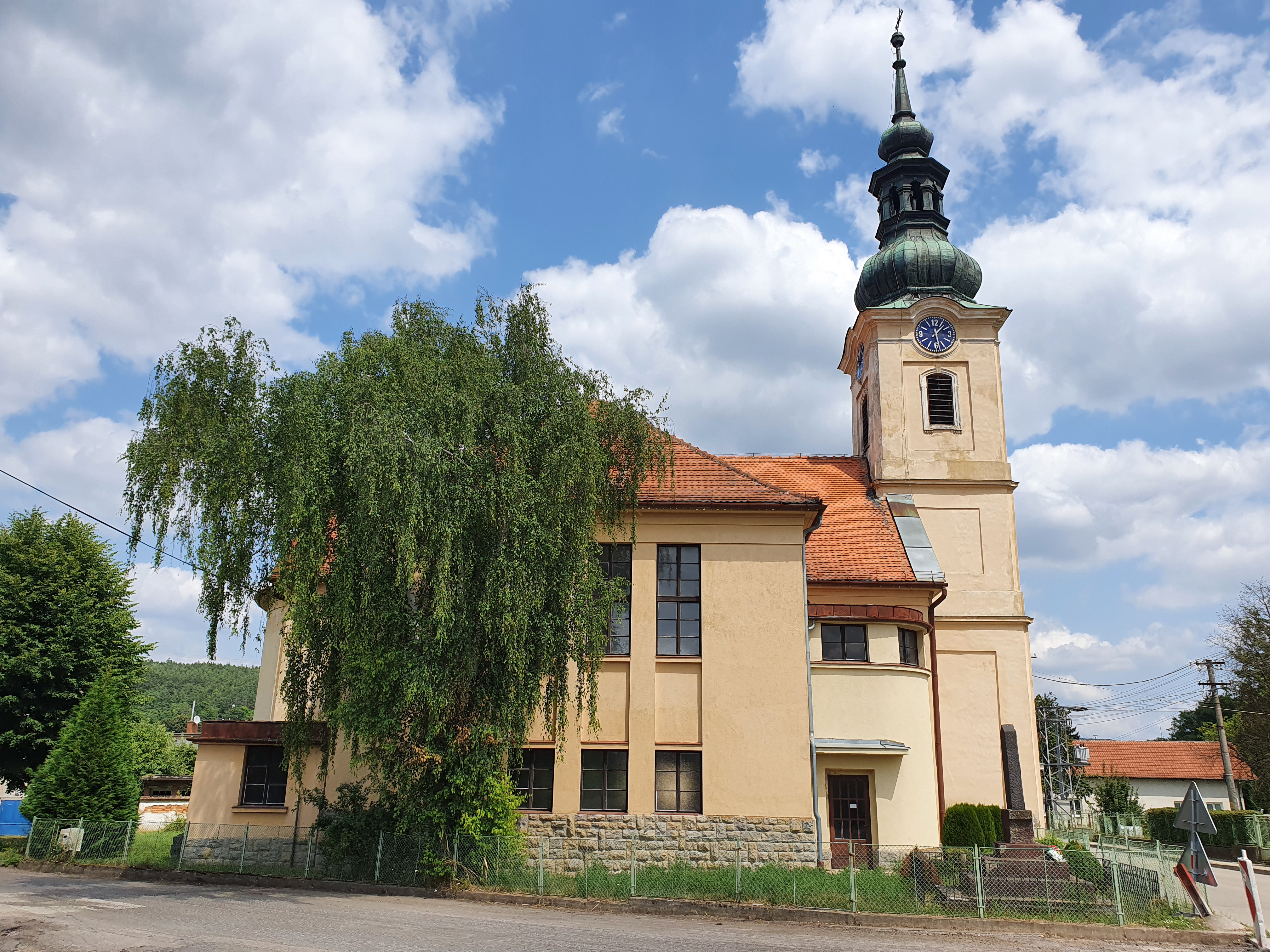
Evangelische Kirche

Der Ort wurde zum ersten Mal im Jahre 1392 als Koztolna erwähnt.
Die Gemeinde liegt im Hügelland zwischen den Kleinen Karpaten im Süden und den Weißen Karpaten im Norden. Nové Mesto nad Váhom liegt zirka 15 Kilometer östlich der Gemeinde, Myjava zirka 5 Kilometer westlich, Senica etwa 35 Kilometer westlich.

## Bevölkerung
| Jahr                | 1994 | 2004     | 2014    | 2024    |
| ------------------- | ---- | -------- | ------- | ------- |
| Anzahl der Personen | 718  | 640      | 601     | 621     |
| Unterschied         |      | −10,86 % | −6,09 % | +3,32 % |

| Jahr                | 2023 | 2024    |
| ------------------- | ---- | ------- |
| Anzahl der Personen | 627  | 621     |
| Unterschied         |      | −0,95 % |